# Mick Woodmansey
Mick « Woody » Woodmansey est un batteur anglais né le 4 février 1951 à Driffield, dans le Yorkshire de l'Est qui a travaillé avec David Bowie au début des années 1970, dans sa période glam rock au sein du groupe The Spiders from Mars qui comprenait également le bassiste Trevor Bolder et le guitariste Mick Ronson.

## Biographie
Woody Woodmansey a participé aux albums  The Man Who Sold the World (1970), Hunky Dory (1971), The Rise and Fall of Ziggy Stardust and the Spiders from Mars (1972) et Aladdin Sane (1973), ainsi qu'aux tournées correspondantes. Il apparait dans le film Ziggy Stardust: The Motion Picture, témoignage du concert donné le 3 juillet 1973 à l'Hammersmith Odeon de Londres où Bowie a officiellement mis fin à l'existence de son avatar Ziggy Stardust. Il raconte ainsi : « On a commencé en tant que David Bowie and Hype, puis on était les Spiders. On a travaillé dur, joué fort, pour une brillante période avec tournées, télévision, radio, l'histoire du Rock'n'Roll et blablabla  ! ».
En 1975, Woodmansey et Bolder fondent une nouvelle incarnation des Spiders from Mars, sans Bowie ni Ronson, mais avec Mike Garson (un autre collaborateur de Bowie), Dave Black et Pete McDonald. Ce quintette publie un unique album, simplement intitulé The Spiders from Mars, en 1976, avant de se séparer. Woodmansey forme ensuite son propre groupe, « Woody Woodmansey's U-Boat », qui ne publie également qu'un seul album (U-Boat, 1977) avant de disparaître.
À la mort de David Bowie en janvier 2016, Woody Woodmansey est le dernier musicien en vie du groupe qui a accompagné l'artiste britannique dans sa période Ziggy Stardust, avant l'arrivée du pianiste Mike Garson.